# Mizuki Arai
Mizuki Arai (jap. 新井 瑞希, Arai Mizuki; * 14. April 1997 in Ina, Präfektur Saitama) ist ein japanischer Fußballspieler.

## Karriere
Arai spielte während der Mittelschule für die Juniorenmannschaft des Erstligisten Kashiwa Reysol, und dann während der Oberschule in der Jugend der Urawa Red Diamonds. Im Januar 2016 wechselte er zum österreichischen Regionalligisten SV Horn. Mit Horn stieg er 2015/16 in den Profifußball auf. Sein Debüt in der zweiten Liga gab er am zweiten Spieltag der Saison 2016/17 gegen den SC Austria Lustenau, als er in Minute 84 für Balakiyem Takougnadi eingewechselt wurde.
Im September 2017 kehrte er nach Japan zurück, wo er sich dem Drittligisten SC Sagamihara anschloss. Anfang 2018 unterschrieb er einen Vertrag beim Ligakonkurrenten Kataller Toyama in Toyama. Von August 2019 bis Januar 2020 wurde er an den Zweitligisten Tokyo Verdy ausgeliehen. Nach Ende der Ausleihe wurde er von Verdy fest verpflichtet. Ende Juli 2022 wechselte er auf Leihbasis nach Portugal zum Gil Vicente FC. Mit dem Verein aus Barcelos spielt er in der ersten Liga, der Primeira Liga. Für Gil Vicente bestritt er acht Ligaspiele. Nach der Ausleihe kehrte er zu Verdy nach Japan zurück. Nach Vertragsende bei Verdy unterschrieb er im Januar 2023 einen Vertrag beim Erstligaaufsteiger Yokohama FC. Nach vier Erstligaspielen wechselte er im August 2023 auf Leihbasis zum Ligakonkurrenten Vissel Kōbe. Am Ende der Saison 2023 feierte er mit dem Verein aus Kōbe die japanische Meisterschaft. Für Kōbe bestritt er vier Ligaspiele. Nach der Ausleihe kehrte er Ende Januar 2024 nach Yokohama zurück. Am Ende der Saison 2024 wurde er mit Yokohama Vizemeister und stieg in die erste Liga auf.

## Erfolge
Vissel Kōbe
- Japanischer Meister: 2023

Yokohama FC
- Japanischer Zweitligavizemeister: 2024  ▲